# Трувиль-сюр-Мер
Труви́ль-сюр-Мер (фр. Trouville-sur-Mer) — коммуна во Франции, находится в регионе Нормандия, департамент Кальвадос, округ Лизьё, кантон Онфлёр-Довиль. Расположена в 30 км к северу от Лизьё и в 41 км к югу от Гавра, на побережье Ла-Манша, в месте впадения в него реки Тук. Престижный морской курорт. Река Тук отделяет Трувиль от другого известного города-курорта — Довиля. на противоположном берегу реки Тук находится железнодорожная станция Трувиль-Довиль, конечная линий Лизьё–Трувиль-Довиль и Див–Трувиль-Довиль.
Население (2018) — 4 614 человек.

## История
Трувиль был основан в Средние века и был небольшим рыболовецким портом. Его история как морского курорта отсчитывается с первой половины XIX века, когда возникла мода на морские купания. «Первооткрывателем» Трувиля считается художник Шарль Мозен, который с группой своих друзей-художников стал приезжать сюда с 1825 года.
В наши дни Трувиль — популярное место отдыха.

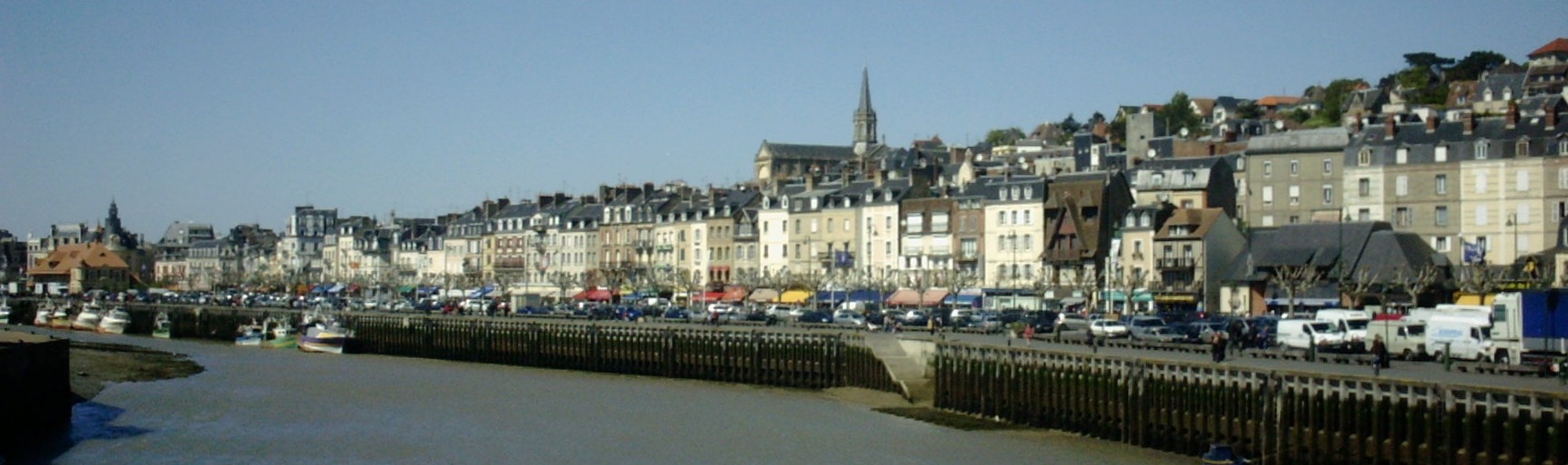
Набережная реки Тук в Трувиле

## Достопримечательности
- Отель де Рош Нуар (Hôtel des Roches Noires), возведенный в 1866 году дворец периода Второй империи. Место проживания на курорте многих знаменитостей
- Вилла Монтебелло, в настоящее время — городской музей
- Казино Трувиля
- Шато д’Агессо (Château d’Aguesseau) XVII—XIX веков
- Многочисленные красивые особняки вдоль набережной и на главных улицах города

## Экономика
Структура занятости населения:
- сельское хозяйство — 2,1 %
- промышленность — 2,4 %
- строительство — 2,3 %
- торговля, транспорт и сфера услуг — 58,3 %
- государственные и муниципальные службы — 31,9 %

Уровень безработицы (2017) — 17,2 % (Франция в целом —  13,4 %, департамент Кальвадос — 12,5 %). 

Среднегодовой доход на 1 человека, евро (2018) — 20 180 (Франция в целом — 21 730, департамент Кальвадос — 21 490).

## Демография
Динамика численности населения, чел.

## Администрация
Пост мэра Трувиля с 2020 года занимает Сильви де Гаэтано (Sylvie de Gaetano). На муниципальных выборах 2020 года возглавляемый ею независимый список победил в 1-м туре, получив 50,53 % голосов.
| Период | Период | Фамилия                 | Партия                                       | Примечания                      |
| ------ | ------ | ----------------------- | -------------------------------------------- | ------------------------------- |
| 1971   | 1983   | Жан-Шарль Медар де Эрсе |                                              | администратор морской лечебницы |
| 1983   | 2020   | Кристиан Кардон         | Союз за французскую демократию Разные правые | аудитор Счетной палаты          |
| 2020   |        | Сильви де Гаэтано       |                                              | адвокат                         |

## Культура
С 2000 года в Трувиле проводится фестиваль короткометражных фильмов «Off-Courts». В 2016 году под патронажем известного деятеля французского кинобизнеса Карла Зеро прошел первый международный кинофестиваль.

## Города-побратимы
- Барнстапл, Великобритания
- Врхлаби, Чехия

## Галерея

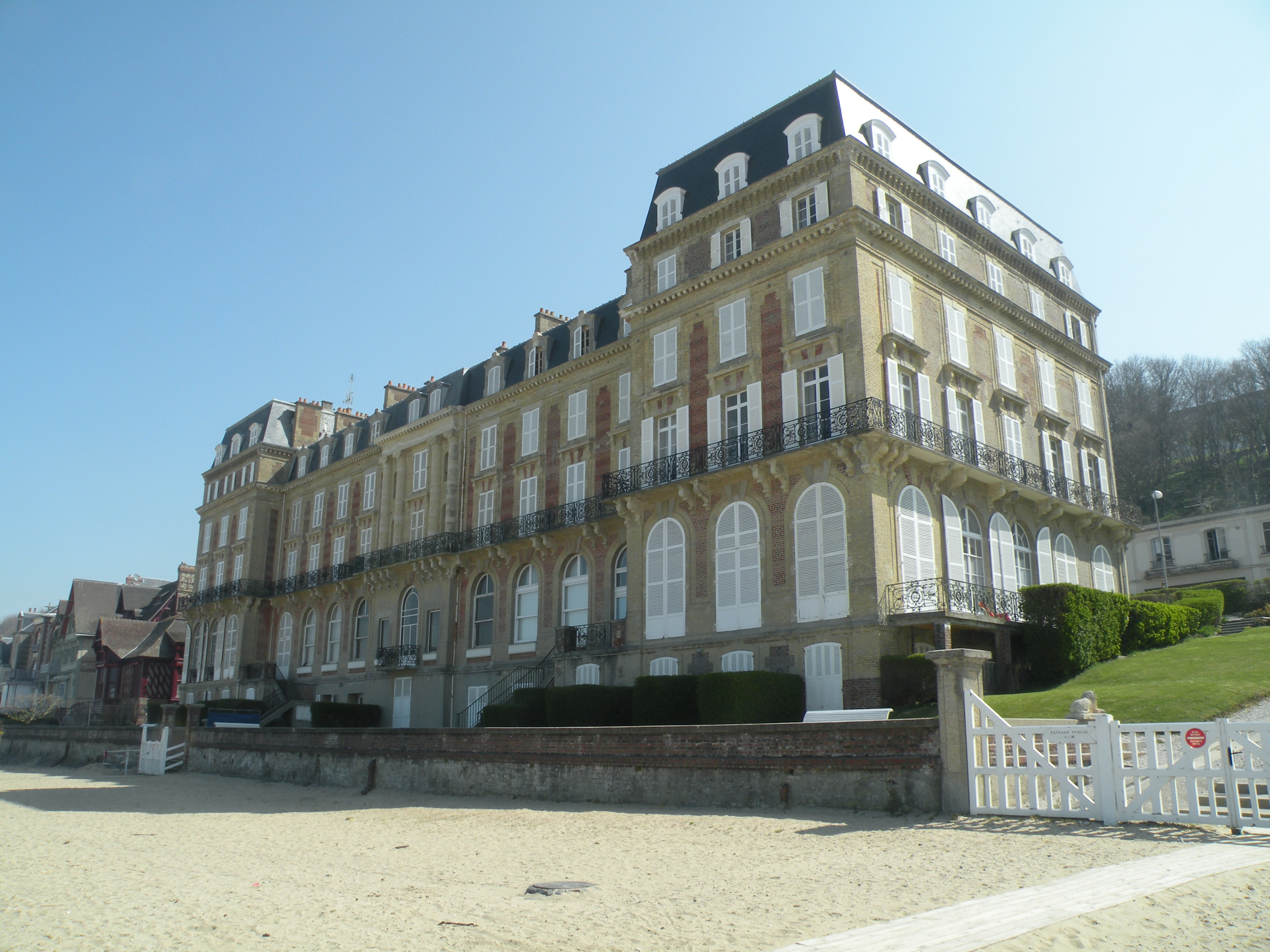
Отель де Рош Нуар
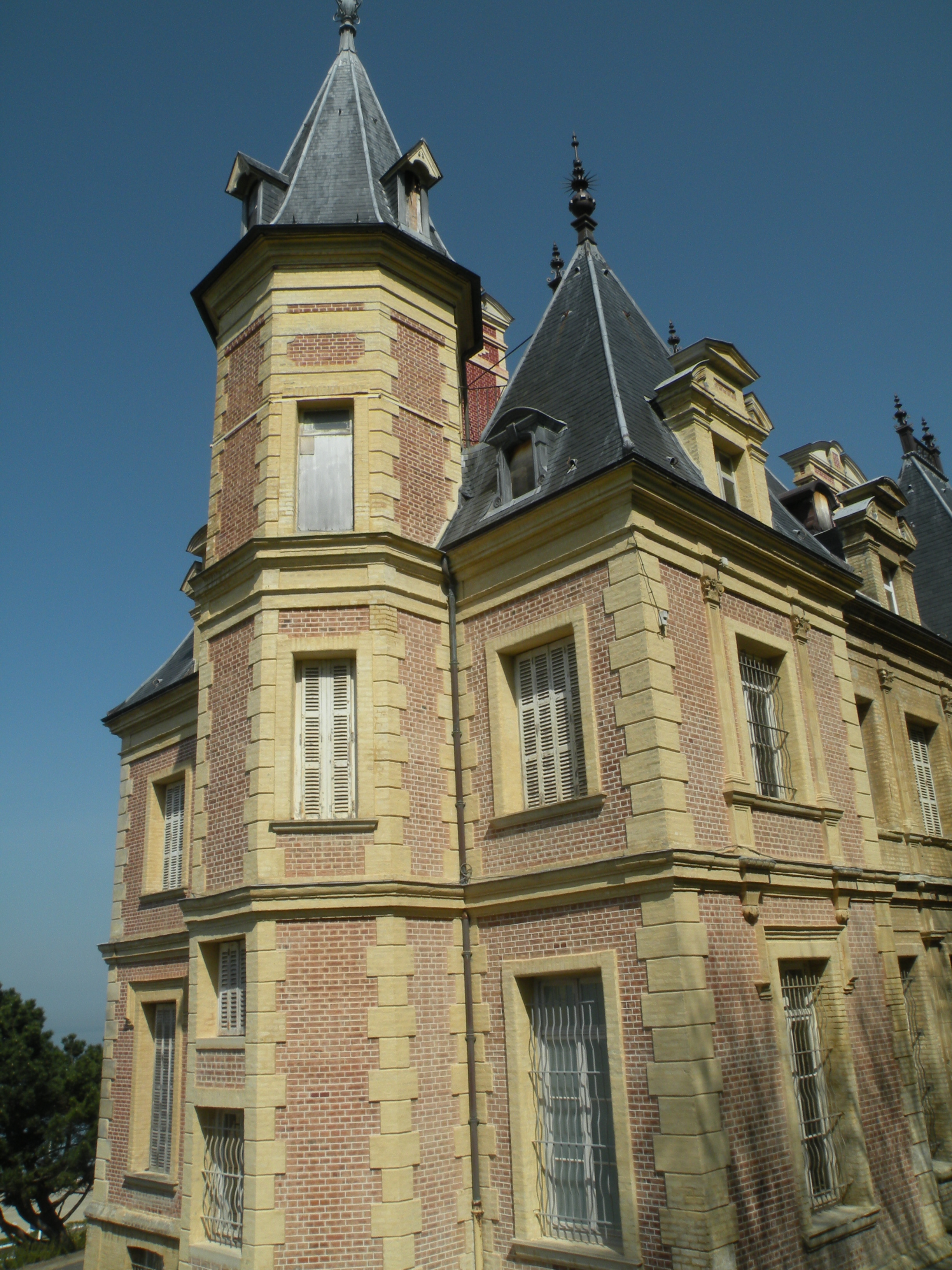
Вилла Монтебелло
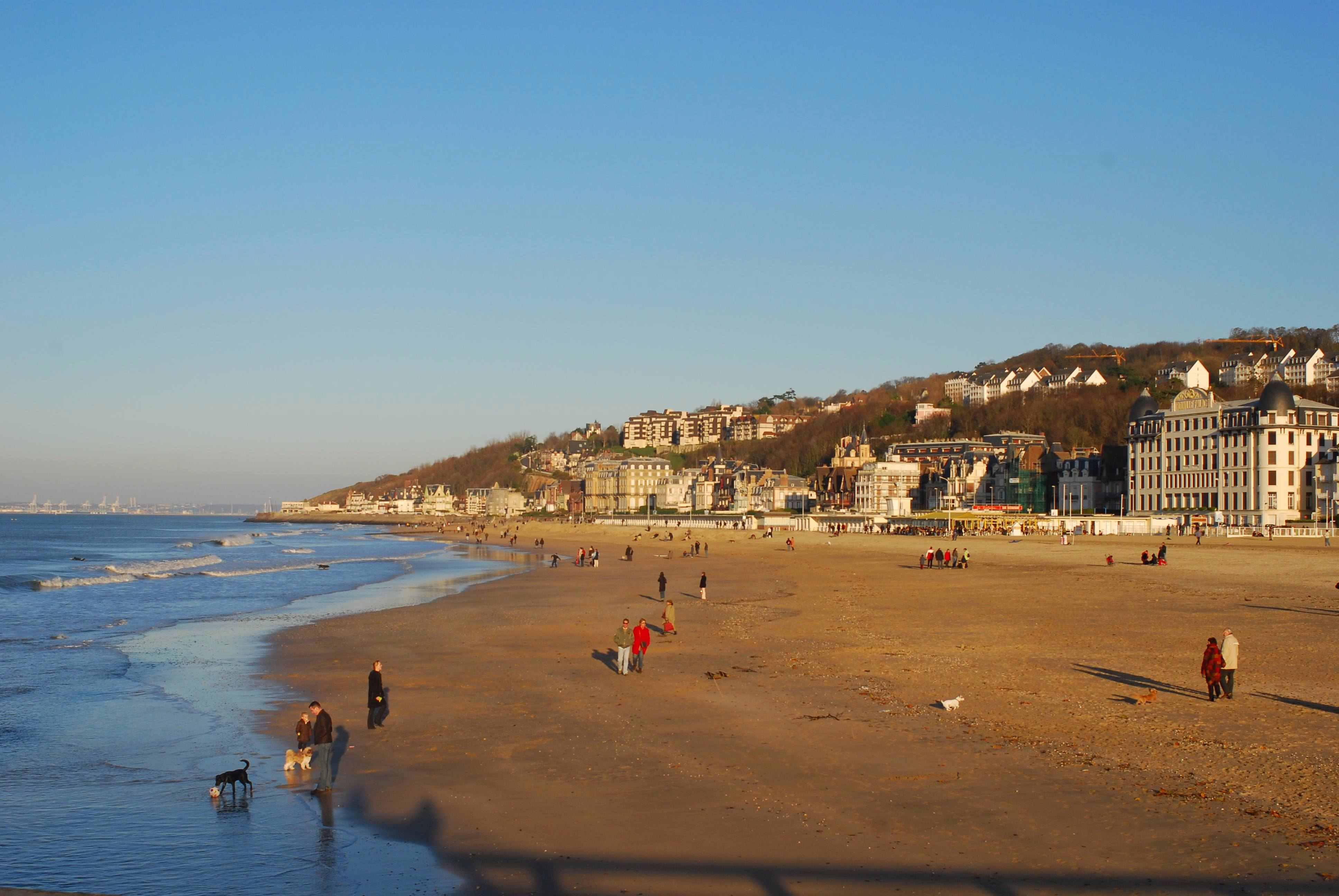
Пляж Трувиля
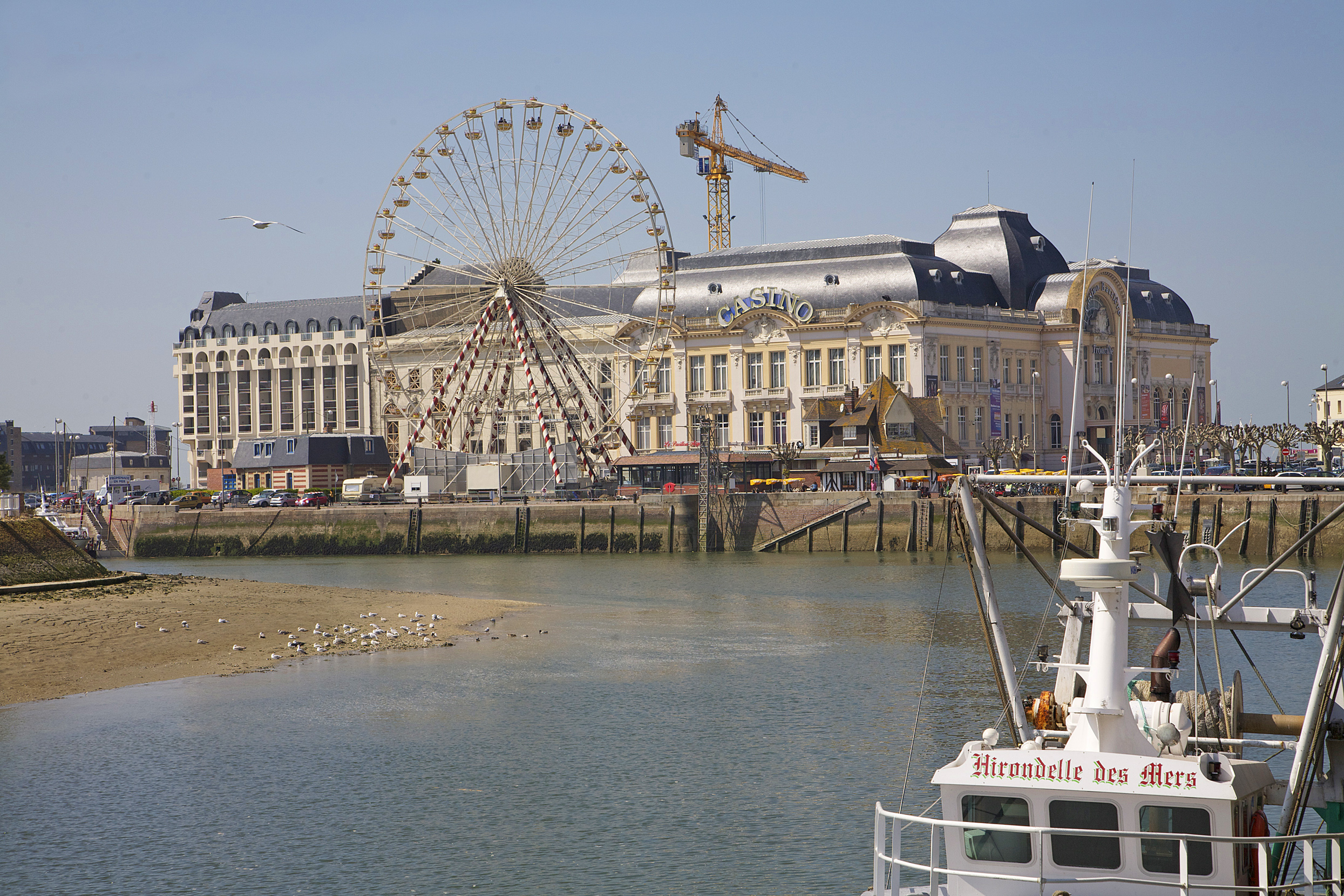
Казино Трувиля